# Муваффак ад-Дін ібн Юсуф аль-Багдаді
Муваффа́к ад-Дін ібн Юсу́ф аль-Багдаді́ (Абд аль-Латіф; *1162, Багдад — †1231) — арабський вчений-енциклопедист, лікар.
Аль-Латіф родом з Багдаду, вивчав право, теологію, філологію, природничі науки, особливо медицину. В 1189 році покинув Багдад, викладав в Мосулі, потім жив в Палестині, де мав покровительство Салах ад-Діна. Викладав в одному із медресе Дамаску. В 1197—1205 роках жив в Каїрі, де познайомився з працями античних медиків. Викладав в університеті аль-Азхар. З 1205 року знову в Палестині. Викладав в Дамаску. В 1207 році жив в Халебі, потім в Малій Азії. В 1228 році повернувся до Багдада. Деякі з листів аль-Латіфа з дорожніми враженнями увійшли до Словника країн Якута.
Абд аль-Латіф — автор 165 творів майже з усіх тодішніх галузей науки. Найважливіші  «Опис Єгипту» (Кітаб аль-Іфада Валі-тібар; 1204-06), виписки з праці, що не збереглась, «Історія Єгипту», написана на основі власних вражень. Складається з 2 частин, в першій подається загальна характеристика фізичної географії Єгипту, в другій — водного режиму Нілу та найчіткіший опис голоду 1200-1202 років.